# St. Lorenz (Erfurt)

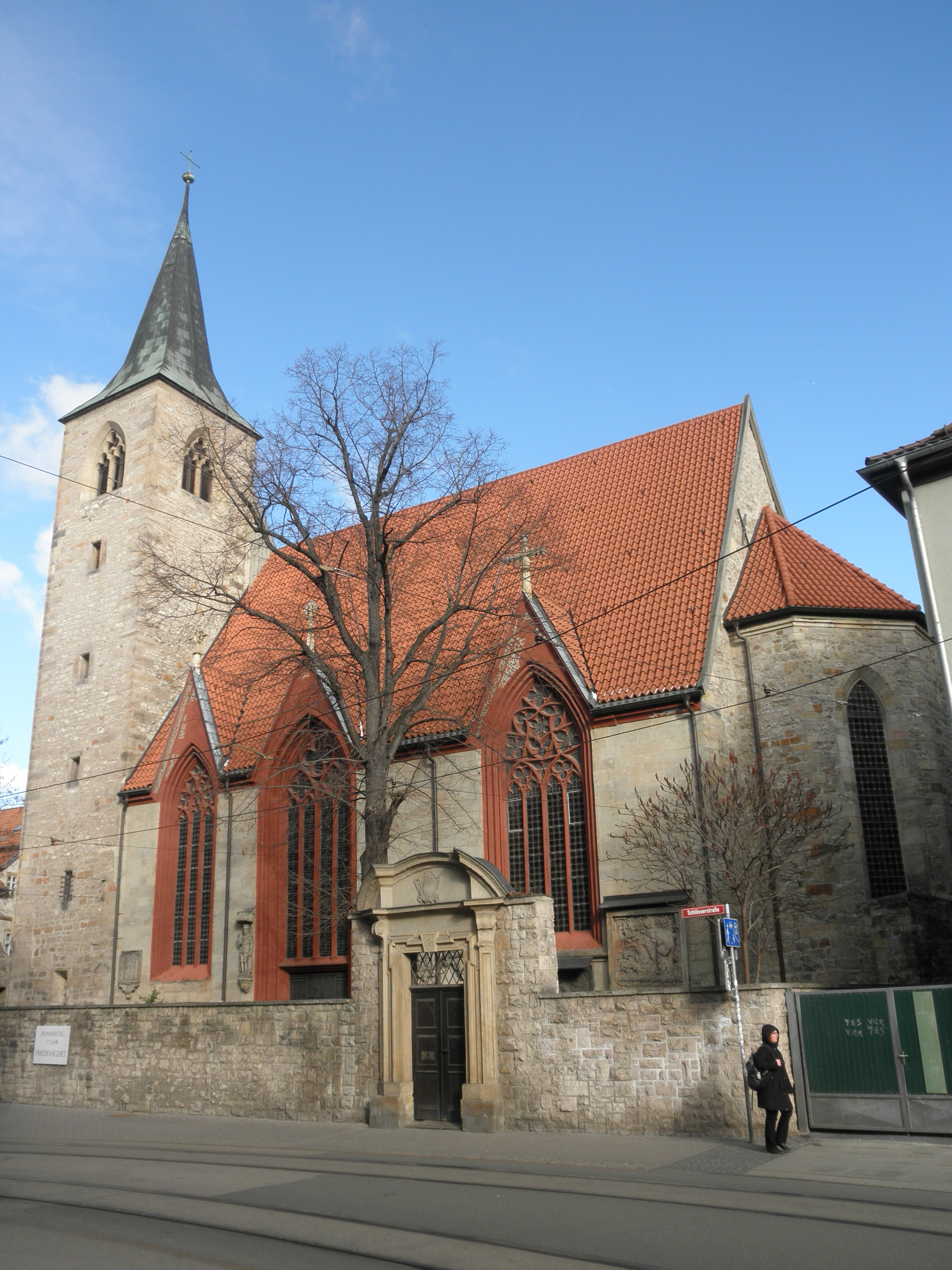
Römisch-Katholische Kirche St. Lorenz in der Erfurter Innenstadt

Die römisch-katholische Pfarrkirche St. Lorenz steht in der Altstadt der thüringischen Landeshauptstadt Erfurt. Sie ist die Pfarrkirche der Pfarrei St. Laurentius Erfurt im Dekanat Erfurt des Bistums Erfurt. Sie trägt das Patrozinium des heiligen Laurentius von Rom.

## Lage
Sie steht am Nordrand des Angers, am Beginn der Schlösserstraße.

## Geschichte

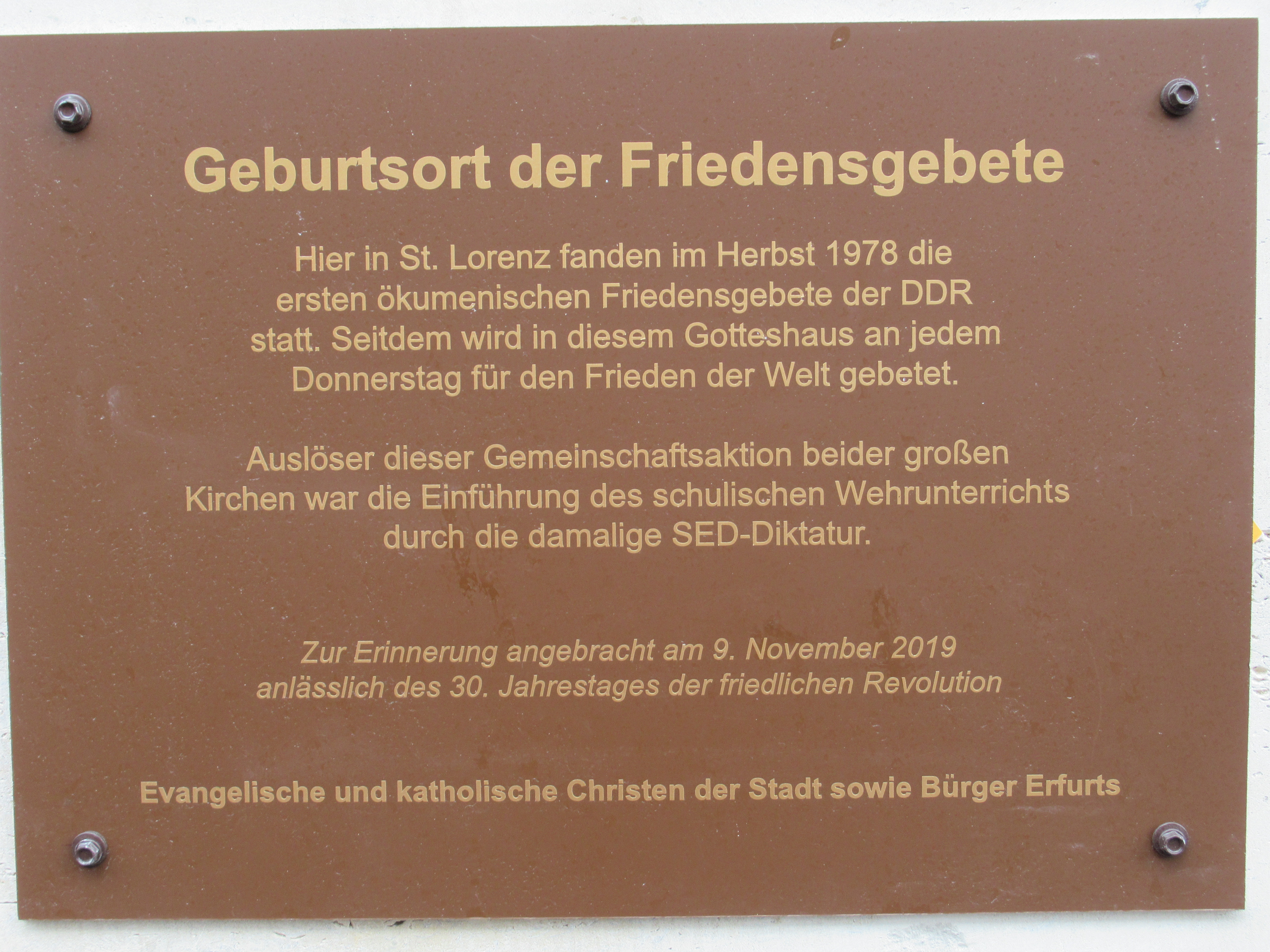
Gedenktafel Beginn der Friedensgebete 1978

Die Lorenzkirche wurde 1138 durch den Mainzer Vitztum Giselbert gestiftet. Der Bau der Kirche erfolgte um 1140. Sie wurde vom damaligen Erfurter Propst und späteren Mainzer Erzbischof Adelbert II. geweiht und war seit ihrer Gründung Pfarrkirche und direkt dem Mainzer Bischof unterstellt. Von dem romanischen Urbau ist nahezu nichts mehr erhalten.
Ein zweiter Bau wurde vermutlich Ende des 13. bis Anfang des 14. Jahrhunderts in gotischem Stil ausgeführt. 1316 wurden wahrscheinlich im Zusammenhang mit dem neu Bau zwei Altäre geweiht. Ab 1318 war die Kirche bis zur Reformation an das verarmte Reglerkloster angeschlossen. Nach einem Brand im Jahr 1413 nochmals verändert wurde. Aus der bis dahin einschiffigen Kirche wurde durch Anbau an der Nordseite eine zweischiffige und die Südwand wurde in ihre heutige Erscheinungsform gebracht.
Zwischen 1664 und 1773 wurde die Kirche durch die gegenüber im Jesuitenkolleg ansässigen Jesuiten mitgenutzt.
Zwischen 1888 und 1893 wurde, im Rahmen einer umfangreichen Restaurierung, die Ostwand durchbrochen und eine neue polygonale Apsis angebaut. Die drei Fenster die dem Durchbruch zum Opfer fielen wurden zum Teil in die neue Apsis eingesetzt. Damit wurde der heutige bauliche Zustand der Kirche erreicht.
1925 wurde die heutige Sakristei angebaut.
Nach dem II. Vatikanum in den Jahren 1965 bis 1966 wurde die Kirche entsprechend den neuen Regelungen umgestaltet.
In der Lorenzkirche als erster Kirche in der DDR fanden bereits seit 1978 ökumenische Friedensgebete statt. Am 9. November 2019 wurde eine Tafel an der Mauer zur Schlösserstraße angebracht. Sie erinnert daran, dass sich die ersten Gebete „gegen die Einführung des schulischen Wehrunterrichts durch die damalige SED-Diktatur“ richteten. Die Kirche war im Oktober 1989 auch Ausgangspunkt eines ersten Zuges von 70 Menschen zur Andreaskirche, direkt gegenüber von der Bezirksverwaltung des Ministeriums für Staatssicherheit. Daraus entwickelten sich rasch die Donnerstagsdemonstrationen in Erfurt zur Zeit der Friedlichen Revolution mit Zehntausenden von Teilnehmern.
Die letzte umfassende Renovierung fand 1996 statt. Seit 2017 ist St. Lorenz die Pfarrkirche der Innenstadt-Pfarrei. Etwa einmal monatlich findet in der Kirche ein Nightfever-Abend statt.

## Architektur
Schutzpatrone der Kirche sind der Hl. Laurentius, der der Kirche den Namen gab, und der Hl. Wenzeslaus. Ihre Statuen flankieren das Süd-Portal der Kirche.

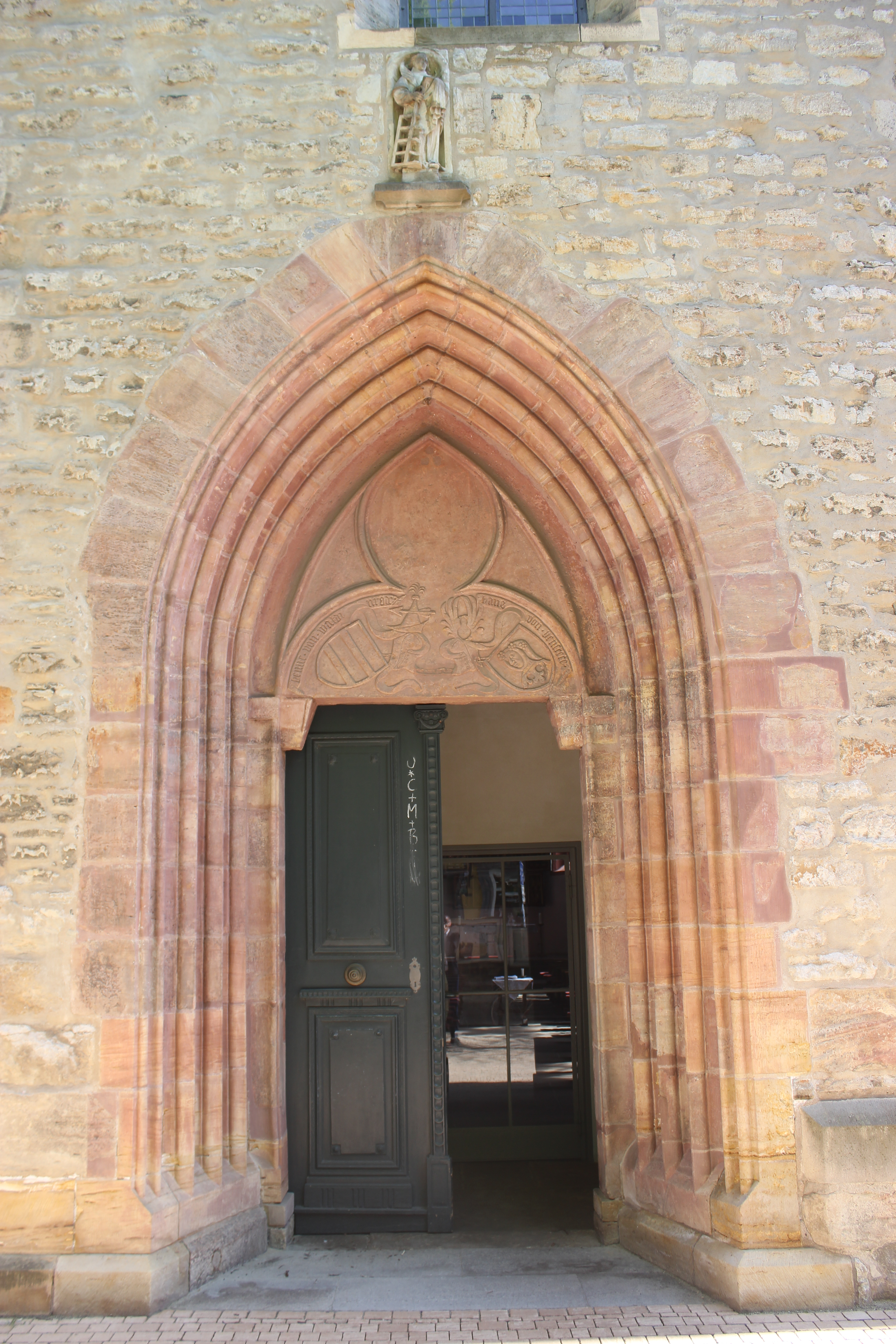
West-Portal
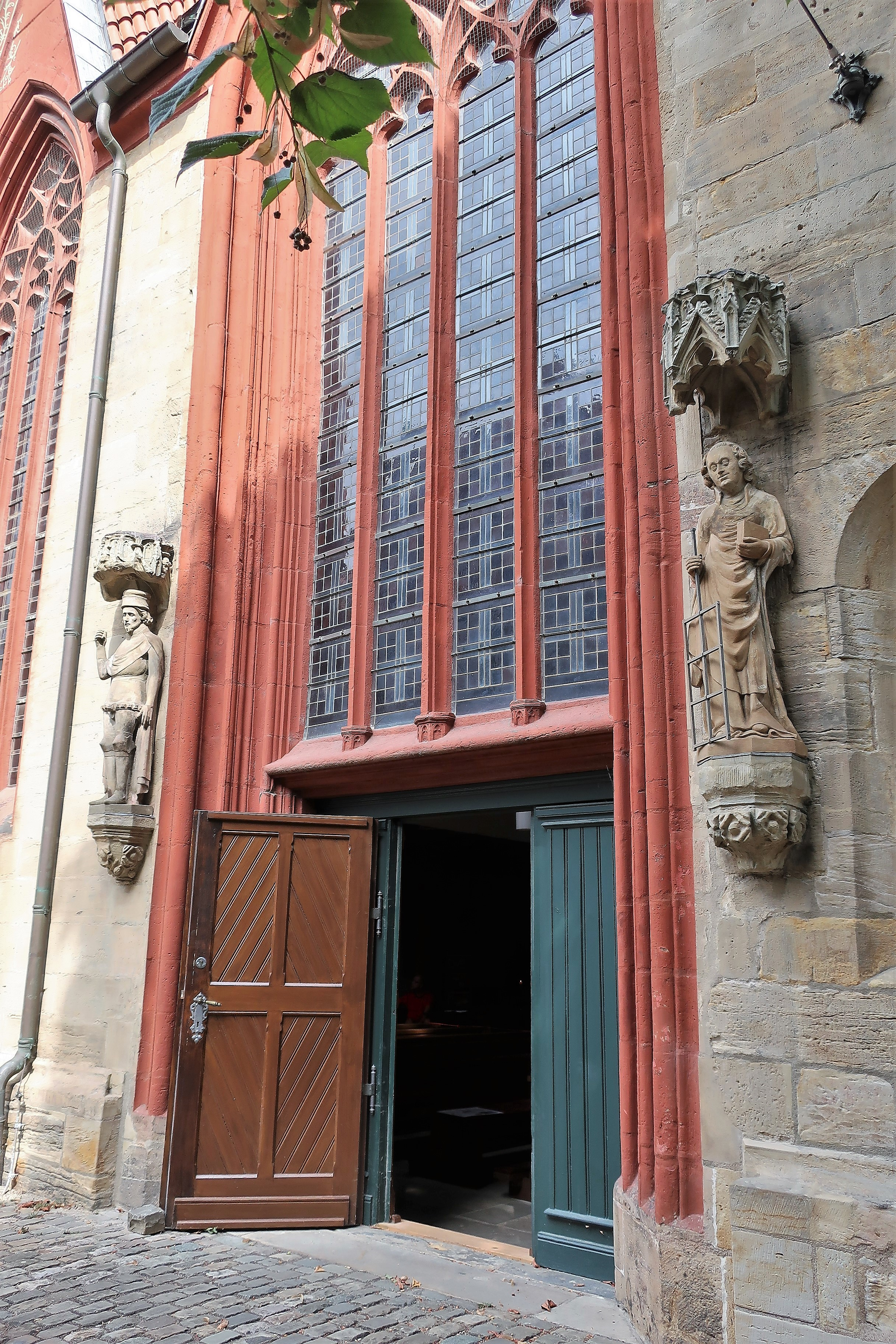
Süd-Portal

## Ausstattung
Die Epitaphien an der südlichen Außenseite stammen aus dem 18. Jahrhundert. Darüber hinaus befinden sich im Kircheninneren ein gotischer Flügelaltar, figürliche Heiligendarstellungen des hohen und späten Mittelalters, eine seltene Christusdarstellung aus Sandstein an einer der Säulen und ein spätgotischer Taufstein.

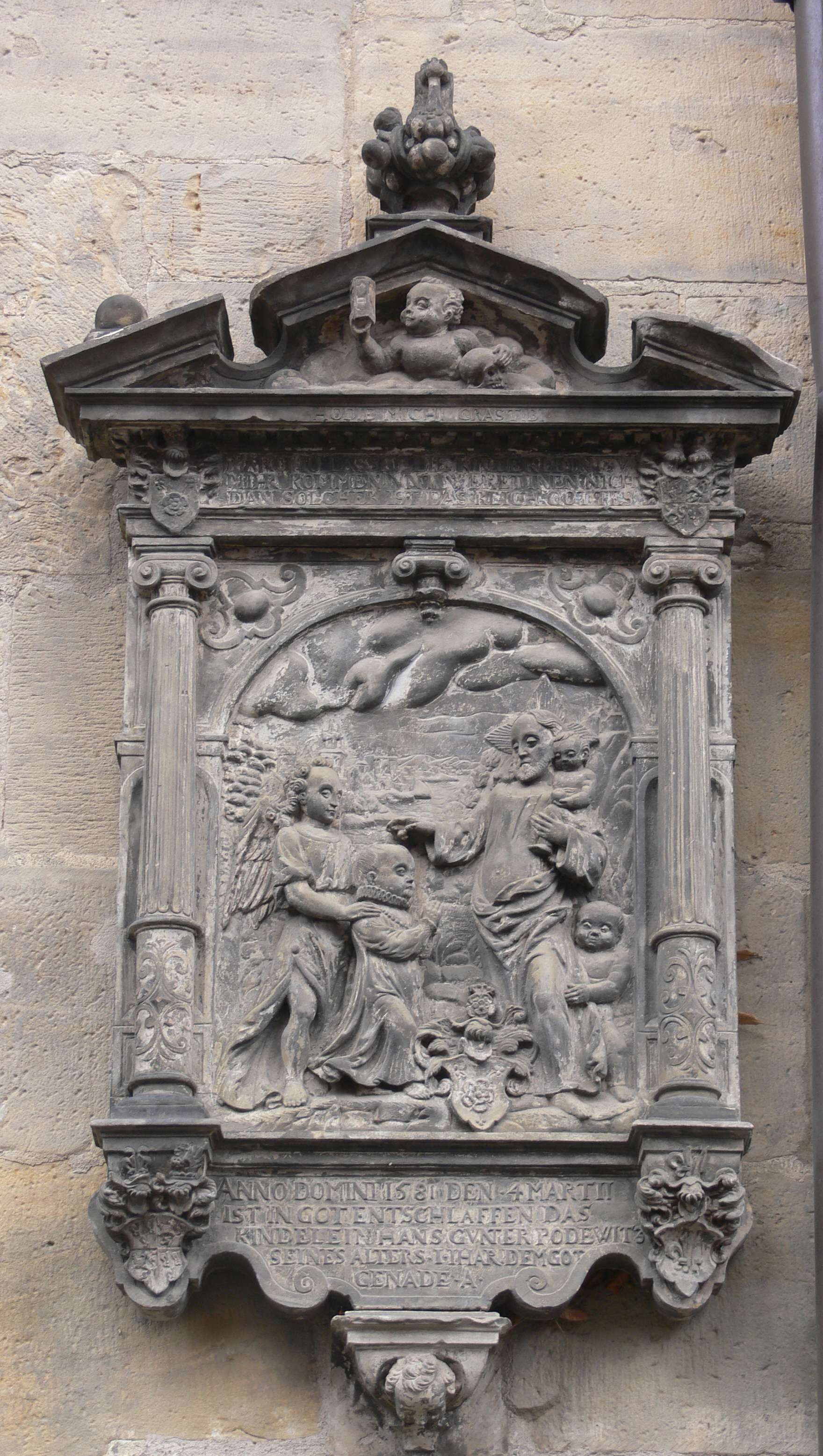
Epitaph
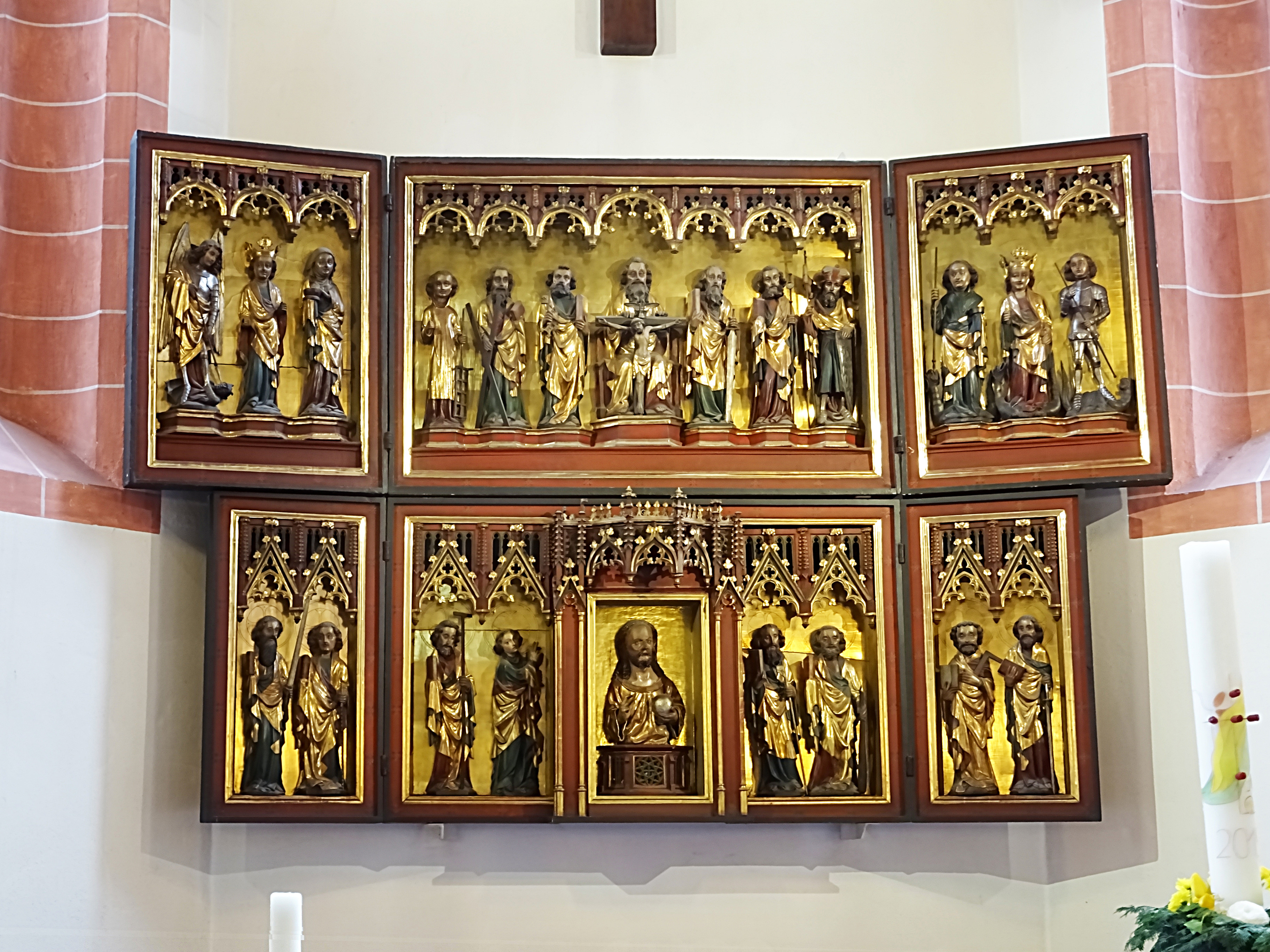
Gotischer Flügelaltar
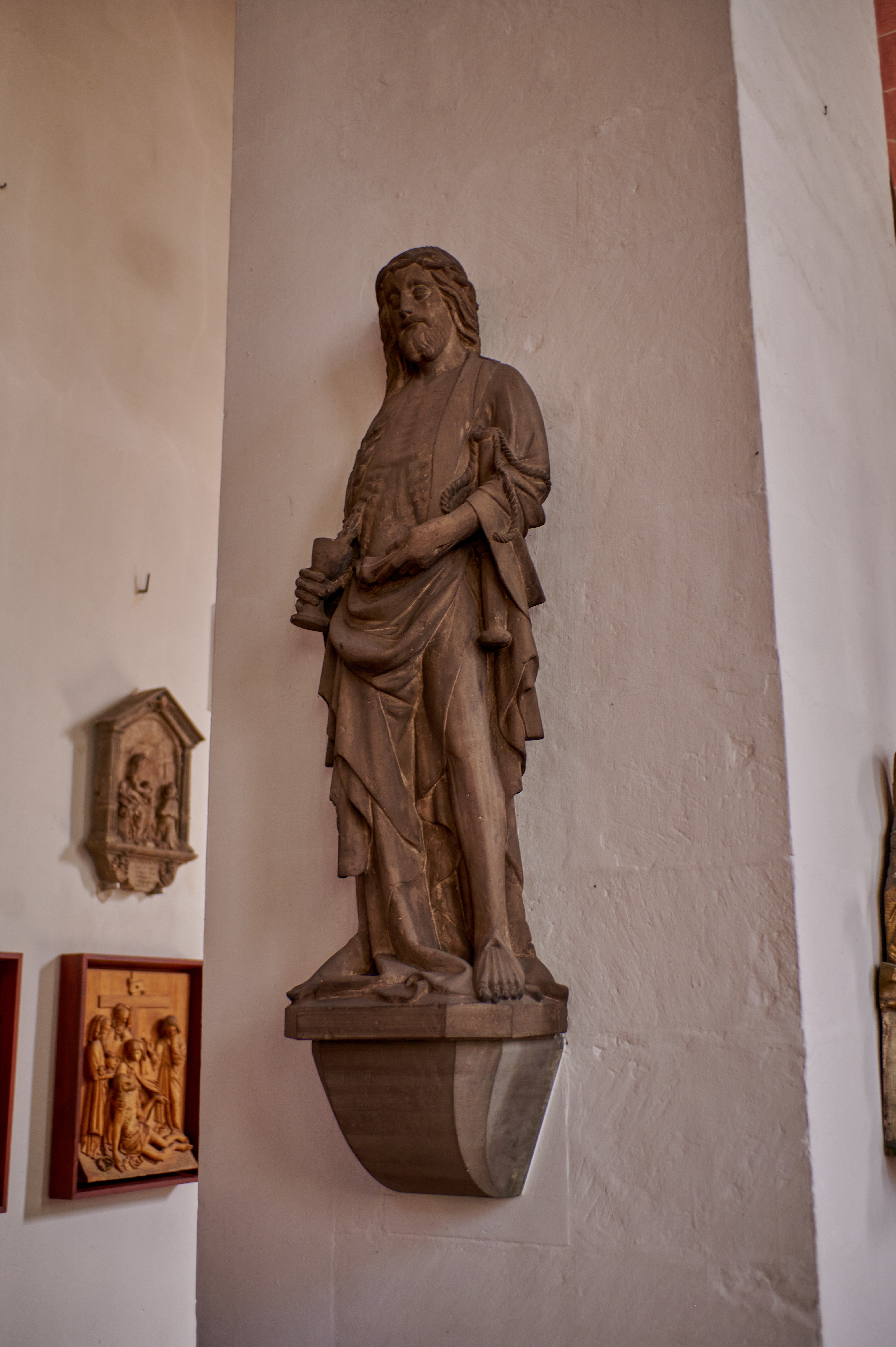
Christusstatue
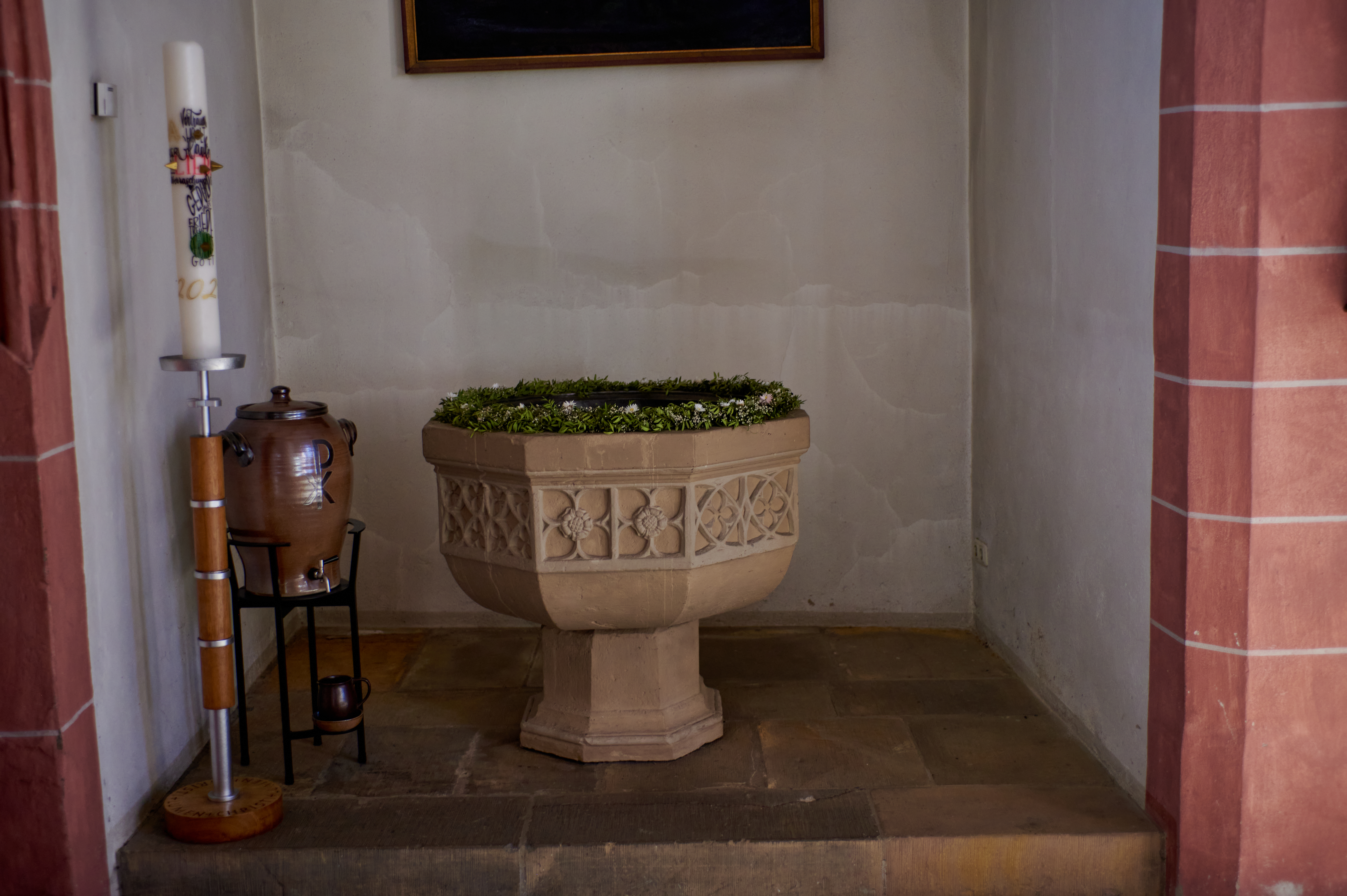
Spätgotischer Taufstein
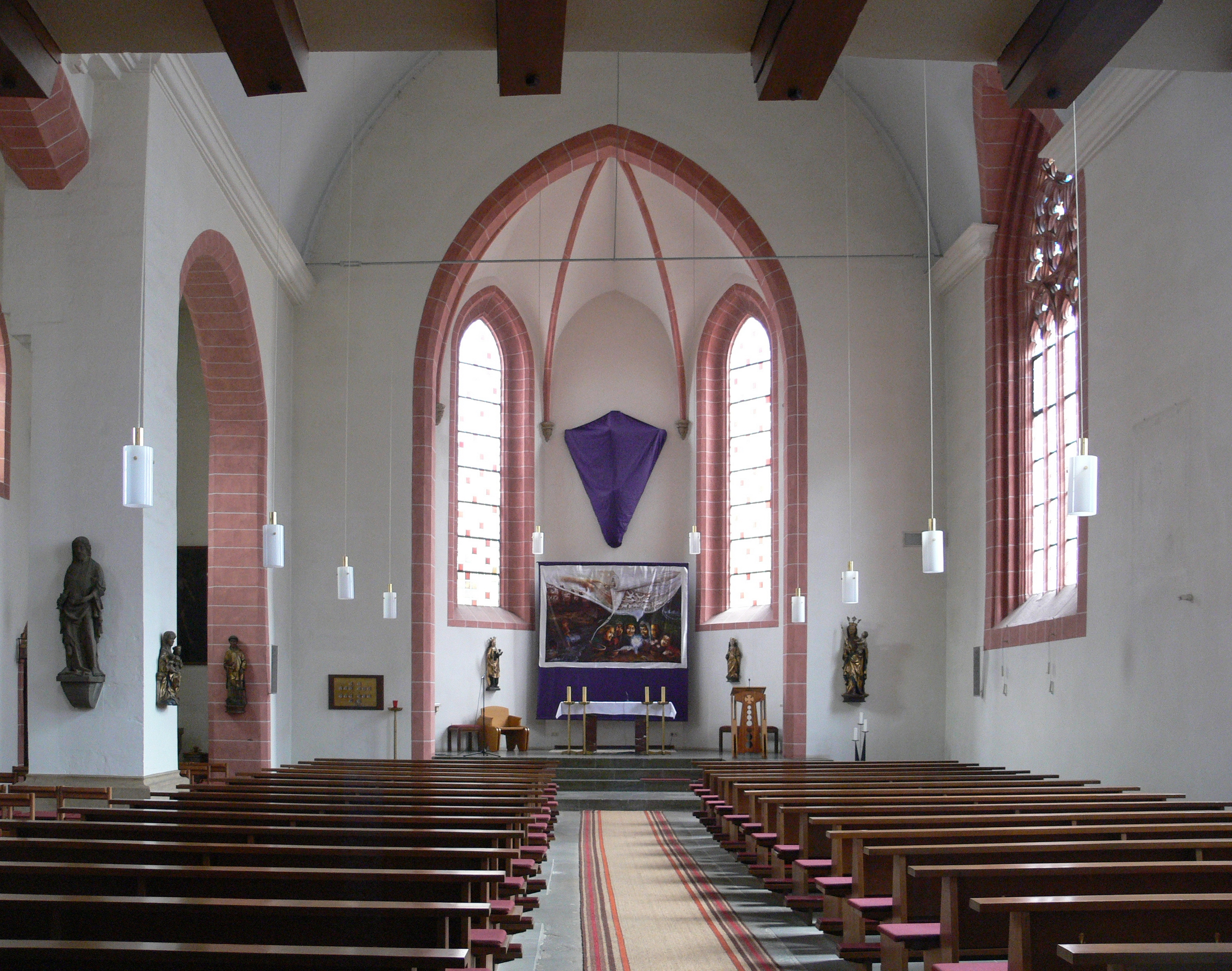
Innenansicht

## Orgel

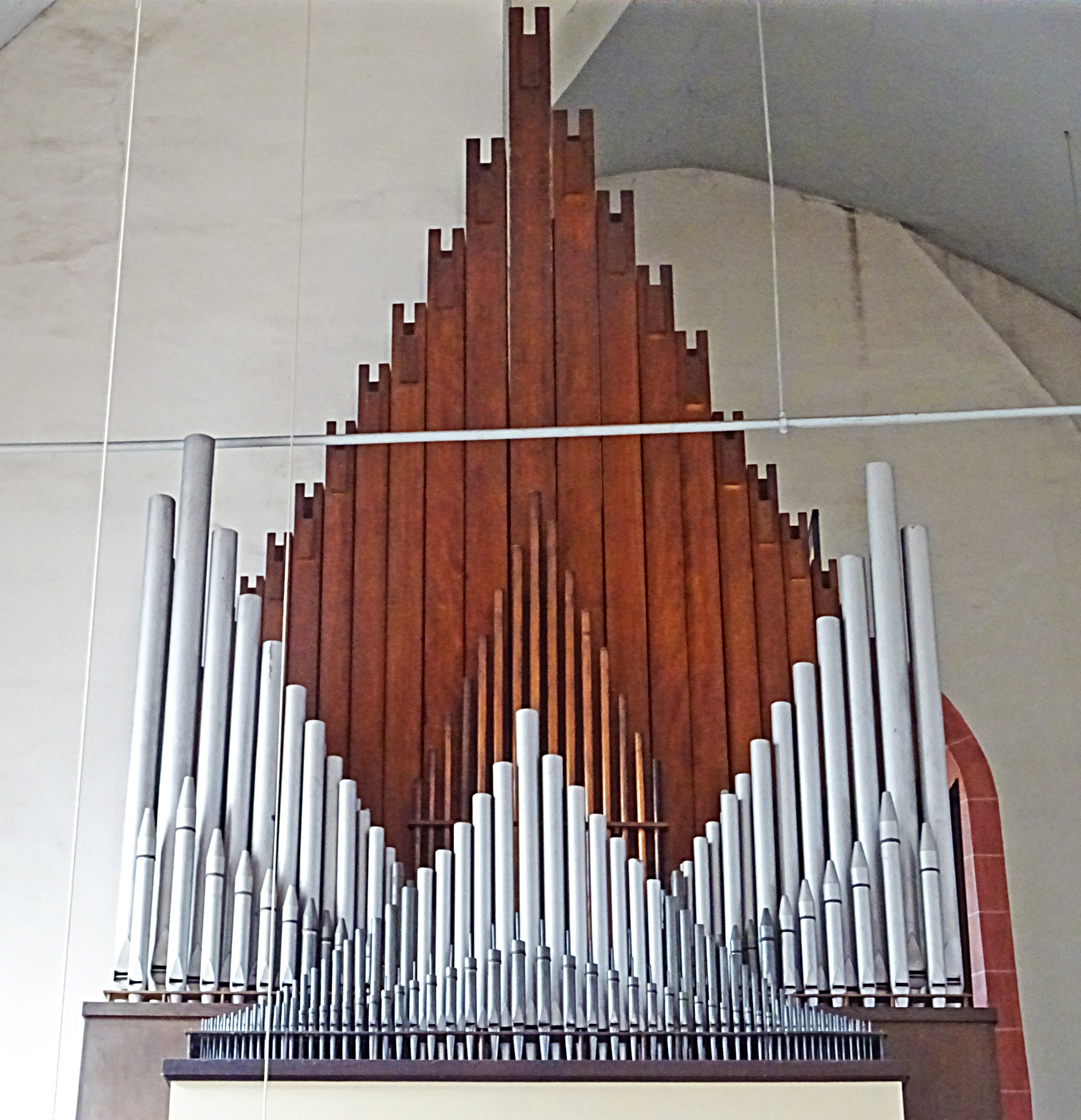
Klais-Orgel

Die Orgel mit 27 Registern, verteilt auf 3 Manuale und Pedal, wurde 1935 von Orgelbau Klais gebaut. 2023 erfolgte durch Orgelbau Kutter eine umfangreiche Überholung und eine leichte Umdisponierung. Die Disposition lautet wie folgt:

### Disposition ab 2023
| I Hauptwerk C–g3 |       |
| Principal        | 8′    |
| Gemshorn         | 8′    |
| Octave           | 4′    |
| Koppelflöte      | 4′    |
| Rohrquinte       | 2 ⁄3′ |
| Mixtur IV        |       |
| Dulcian          | 16′   |

| II Positiv C–g3 |    |
| Rohrflöte       | 8′ |
| Viol d’Amor     | 8′ |
| Salicional      | 8′ |
| Blockflöte      | 4′ |
| Schwegel        | 2′ |
| Sesquialter II  |    |
| Krummhorn       | 8′ |

| III Schwellwerk C–g3 |    |
| Holzflöte            | 8′ |
| Violdigamba          | 8′ |
| Sing. Princ.         | 4′ |
| Progressio III-IV    |    |
| Trompete             | 8′ |
| Tremolo              |    |

| Pedalwerk C–f1 |     |
| Principalbass  | 16′ |
| Subbass        | 16′ |
| Octavbass      | 8′  |
| Gedacktbass    | 8′  |
| Choralbass     | 4′  |
| Bassflöte      | 4′  |
| Flachflöte     | 2′  |
| Posaune        | 16′ |

- Koppeln:
  - Normalkoppeln: II/I, III/I, III/II, I/P, II/P, III/P
  - Superoktavkoppeln: III/I[A. 1]
  - Suboktavkoppeln: II/I, III/I
- Spielhilfen: elektrische Setzeranlage, Walze, Zungeneinzelabsteller
- Anmerkungen

1. ↑  Schwellwerk bis g4 ausgebaut

| I Hauptwerk C–g3 |       |
| Principal        | 8′    |
| Gemshorn         | 8′    |
| Octave           | 4′    |
| Koppelflöte      | 4′    |
| Rohrquinte       | 2 ⁄3′ |
| Mixtur IV        |       |
| Dulcian          | 16′   |

| II Positiv C–g3 |    |
| Rohrflöte       | 8′ |
| Salicional      | 8′ |
| Blockflöte      | 4′ |
| Schwegel        | 2′ |
| Sesquialter II  |    |
| Cymbel II-III   |    |
| Krummhorn       | 8′ |

| III Schwellwerk C–g3 |    |
| Holzflöte            | 8′ |
| Violdigamba          | 8′ |
| Sing. Princ.         | 4′ |
| Progressio III-IV    |    |
| Trompete             | 8′ |
| Tremolo              |    |

| Pedalwerk C–f1 |     |
| Principalbass  | 16′ |
| Subbass        | 16′ |
| Octavbass      | 8′  |
| Gedacktbass    | 8′  |
| Choralbass     | 4′  |
| Bassflöte      | 4′  |
| Flachflöte     | 2′  |
| Posaune        | 16′ |

- Koppeln:
  - Normalkoppeln: II/I, III/I, III/II, I/P, II/P, III/P
  - Superoktavkoppeln: III/I[A. 1]
  - Suboktavkoppeln: II/I, III/I
- Spielhilfen: elektrische Setzeranlage, Walze, Zungeneinzelabsteller
- Anmerkungen

1. ↑  Schwellwerk bis g4 ausgebaut